# Теологумен
Теологу́мен (греч. θεολογούμενον) — богословское мнение, не являющееся общеобязательным для всех христиан. «Теологумен не просто частное мнение или размышление отдельного автора: он обозначает учение, более или менее принятое у Отцов Церкви. Но у него нет обязывающего характера соборного определения» еп. Диоклийский Каллист (Уэр).
Теологумен как понятие был введён русским церковным историком В. В. Болотовым. Например, Filioque сначала появилось как теологумен в рамках неразделённой Церкви, а затем превратилось в догмат католицизма. Если же теологумен был осуждён на церковном соборе, то он после этого рассматривается как ересь.